# Tarui Tōkichi

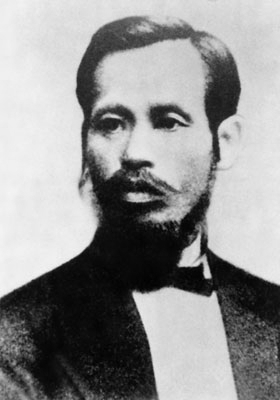
Tarui Tōkichi

Tarui Tōkichi (japanisch 樽井 藤吉; geb. 25. Mai 1850 in der Provinz Yamato; gest. 25. Oktober 1922 in Tōkyō) war ein japanischer Politiker.

## Leben und Werk
Tarui Tōkichi ging im Alter von 20 Jahren nach Nagasaki und studierte dort Rangaku, also westliches Wissen. Dann ging er nach Edo, dem heutigen Tōkyō, und befasste sich unter der Anleitung von Mitsukuri Rinshō mit Französisch. Weiter studierte er Konfuzianismus und Kokugaku, also die neuere japanische Staatslehre. Er schloss sich der „Bewegung für Frieden und demokratische Rechte“ (自由民権運動, Jiyū minken undō) an und beteiligte sich im Mai 1882 an der Gründung der „Sozialistischen Partei des Ostens“ (東洋社会党, Tōyō shakai-tō). Die Ziele der Partei waren Moralisches Handeln, gesellschaftliche Gleichberechtigung und Glück der Massen. Die Partei zog Bauern an, die glaubten, Taruis „Sozialismus“ würde die Pachtverhältnisse beenden, und ein System einer Gleichverteilung des Vermögens begründen. Die Partei wurde innerhalb eines Monats nach ihrer Gründung von der Regierung verboten. Tarui setzte jedoch seine Treffen fort, bis er 1883 verhaftet wurde. Er wurde zu einem Monat Gefängnis verurteilt.
Später war Tarui in den Osaka-Zwischenfall 1885 und in Aktivitäten von radikalen Mitgliedern der „Bewegung für Frieden und demokratische Rechte“ verwickelt, die Japans Einfluss in Asien stärken wollten. 1892 wurde Tarui in das Unterhaus des Parlaments gewählt. 1893 publizierte er einen Vorschlag „Daitō gappō ron“ (大東合邦論) – etwa „Erörterung einer großasiatischen Fusion“, wie die japanisch-koreanischen Beziehungen gestaltet werden könnten.